# Набойченко, Евгения Сергеевна
Евге́ния Серге́евна Набо́йченко (род. 11 июля 1967 года, Свердловск, РСФСР, СССР) — первый декан факультета психолого-социальной работы и высшего сестринского образования, заведующая кафедрой клинической психологии Уральского государственного медицинского университета. Главный психолог многопрофильного научно-практического медицинского центра «Бонум». Доктор психологических наук, кандидат педагогических наук, профессор. Главный внештатный специалист по медицинской психологии Министерства здравоохранения Свердловской области.

## Ранние годы и образование
Родилась 11 июля 1967 года в Свердловске. Окончила школу № 9 в Свердловске.
В 1989 году окончила Свердловский государственный педагогический университет по специальности «Олигофренопедагогика и логопедия». Тогда же начала работать психологом в центре «Бонум». В 1992 году получила специальность «Клиническая психология» на кафедре психологии и физиологии детей раннего возраста Центрального института усовершенствования врачей. В 1998 году получила специальность «Интегративная психология» в Московском государственном педагогическом университете.
В 1999 году защитила диссертацию на соискание ученой степени кандидата педагогических наук на тему «Коррекционно-обучающая технология формирования адаптивного поведения детей дошкольного возраста с врожденной челюстно-лицевой патологией». В 2010 году стала доктором психологических наук (тема диссертации — «Психологическое сопровождение развития детей и подростков с атипичными особенностями внешности». В феврале 2013 года Набойченко присвоено ученое звание профессора.

## Деятельность в сфере высшего образования и науки
С 2000 года работала доцентом кафедры коррекционной педагогики и специальной психологии в Уральском государственном педагогическом университете. С 2004 года преподавала на факультете психологии Уральского государственного университета.
С 2010 года Набойченко член диссертационного совета по педагогической психологии Уральского государственного педагогического университета. Под ее руководством защищены две кандидатские диссертации по коррекционной педагогике. В частности, в 2019 году была защищена под руководством Набойченко диссертация Э. Ф. Абшилава, подготовленная в Южно-Уральском государственном гуманитарно-педагогическом университете.
Приказом ректора от 30 июня 2016 года был создан факультет психолого-социальной работы и высшего сестринского образования Уральского государственного медицинского университета, который возглавила Евгения Набойченко.
С 2010 года Набойченко также член диссертационных советов Уральского федерального университета и Южно-Уральского государственного университета.
Член редакционных коллегий журналов «Вестник Уральского государственного медицинского университета» и «Образование и наука».
Также Набойченко — главный внештатный специалист по медицинской психологии Министерства здравоохранения Свердловской области.
Работала в Уральском государственном педагогическом университете и Уральском государственном университете имени А. М. Горького.

## Сочинения
Набойченко — автор более 150 публикаций (в том числе 3-х учебных пособий, 7-ми учебно-методических пособий и 4-х монографий).

### Монографии
- Блохина С.И., Набойченко Е.С., Коркунов В.В., Тимофеева М.И. Система организации помощи и коррекционно-обучающая технология для детей дошкольного возраста с врожденной челюстно-лицевой патологией). — Екатеринбург: СВ-96.
- Блохина С.И., Набойченко Е.С. Психологическое сопровождение семьи, имеющей ребенка с ограниченными возможностями здоровья (на примере врожденной челюстно-лицевой патологии). — Екатеринбург: СВ-96, 2005.
- Набойченко Е.С. Психология отклоняющегося поведения подростков. — Екатеринбург, 2007. — 285 с.

### Статьи в ведущих рецензируемых научных изданиях
- Абшилава Э.Ф., Набойченко Е.С. Эффективность организации медико-психологического сопровождения детей с синдромов дефицита внимания и гиперактивности // Уральский медицинский журнал. — 2019. — № 1 (169). — С. 111—116.
- Ануфриева Е.В., Набойченко Е.С., Устинова Н.А. Психологические факторы, влияющие на формирование избыточной массы тела у подростков // Детская и подростковая реабилитация. — 2019. — № 3 (39). — С. 38—44.
- Набойченко Е.С. Психологическое сопровождение развития детей с атипичными особенностями внешности // Педагогическое образование в России. — 2017. — № 9. — С. 65—71.
- Набойченко Е.С., Рыжова П.В. Подход «модель психического» как основа для изучения восприятия и понимания театрального искусства детьми дошкольного возраста // Вестник Московского государственного гуманитарного университета им. М.А. Шолохова. Педагогика и психология. — 2015. — № 2. — С. 101—105.
- Хетагурова А.К., Галиулина О.В., Сиденкова А.П., Набойченко Е.С. Актуальность межведомственного взаимодействия для формирования механизмов здорового старения // Клиническая геронтология. — Т. 24, № 3—4. — С. 85—90.
- Цветков А.И., Набойченко Е.С., Борзунов И.В., Вершинина Т.С. Последствия COVID-19 для психического здоровья общества: постановка проблемы, основные направления междисциплинарных исследований // Уральский медицинский журнал. — 2020. — № 6 (189). — С. 95—101.

### Учебники и учебные пособия
- Елькин И.О., Набойченко Е.С. Профилактика зависимого поведения подростков (на примере наркомании и алкоголизма: учебное пособие. — Екатеринбург, 2007. — 125 с.
- Набойченко Е.С. Психолого-педагогическое сопровождение детей и подростков с особыми возможностями развития (на примере врожденной расщелины губы и неба). Учебное пособие. — Екатеринбург, 2008.

## Награды и премии
- Премия и диплом Министерства образования и науки Российской Федерации за лучшую монографию года «Психология отклоняющегося поведения подростков» в разделе «Гуманитарные науки» (2008 год)[3];
- Почетная грамота Министерства социальной защиты Свердловской области (2012 год)[3];
- Почетная грамота Правительства Свердловской области (2014)[3];
- Почетная грамота Правительства Свердловской области (2020)[7].

## Семья
Замужем.
- Дочь — Екатерина Набойченко, инженер-металлург, дрифтер, пилот Российской дрифт-серии[8];
- Свекор — Станислав Набойченко, бывший ректор Уральского государственного технического университета.